# Thập niên 840
Thập niên 840 hay thập kỷ 840 chỉ đến những năm từ 840 đến 849.